# Abraxas triseriaria
Abraxas triseriaria là một loài bướm đêm thuộc họ Geometridae. Nó được Herrich-Schäffer miêu tả năm 1855. Nó được tìm thấy ở Bunna, Sumatra và Java.